# 里弗布拉夫 (肯塔基州)
里弗布拉夫（英語：River Bluff）是一個位於美國肯塔基州奧爾德姆縣的城市。

## 地方資料
根據2020年美國人口普查的數據，里弗布拉夫的面積為0.61平方千米，當中陸地面積為0.61平方千米，而水域面積為0.00平方千米。當地共有人口436人，而人口密度為每平方千米714.75人。